# Cleome fimbriata
Cleome fimbriata là một loài thực vật có hoa trong họ Màng màng. Loài này được Vicary mô tả khoa học đầu tiên năm 1847.